# Färöischer Fußballpokal 1970
Der Färöische Fußballpokal 1970 fand zwischen dem 7. und 14. Juni 1970 statt und wurde zum 16. Mal ausgespielt. Das Endspiel sollte im Gundadalur-Stadion in Tórshavn auf Kunstrasen ausgetragen werden. Der Pokal wurde jedoch aufgrund der Weigerung von KÍ Klaksvík, das Spiel im Stadion von Titelverteidiger HB Tórshavn auszutragen, nicht vergeben.
KÍ Klaksvík und HB Tórshavn belegten in der Meisterschaft die Plätze eins und zwei.

## Teilnehmer
Teilnahmeberechtigt waren folgende fünf Mannschaften der Meistaradeildin:
| Meistaradeildin                                           |
| B36 Tórshavn HB Tórshavn KÍ Klaksvík TB Tvøroyri VB Vágur |

## Modus
Für den Pokal waren alle Erstligisten zugelassen. Drei Mannschaften waren für das Halbfinale gesetzt. Die beiden verbliebenen Mannschaften spielten in einer Runde den letzten Teilnehmer aus. Alle Runden wurden im K.-o.-System ausgetragen.

## Qualifikationsrunde
Die Partie der Qualifikationsrunde fand am 7. Juni statt.
|          | Ergebnis |              |
| -------- | -------- | ------------ |
| VB Vágur | 4:0      | B36 Tórshavn |

## Halbfinale
Die Halbfinalpartien fanden am 14. Juni statt.
|             | Ergebnis |             |
| ----------- | -------- | ----------- |
| HB Tórshavn | 5:1      | TB Tvøroyri |
| KÍ Klaksvík | 1:0      | VB Vágur    |

## Finale
Das Finale sollte ursprünglich am 6. September ausgetragen werden. KÍ Klaksvík lehnte es jedoch ab, das Spiel im Stadion von HB Tórshavn auszutragen, so dass an dessen Stelle der unterlegene Halbfinalist VB Vágur gefragt wurde, ob dieser stattdessen im Finale antreten wolle. Da VB ebenfalls ablehnte, entschied der Verband, den Pokal nicht zu vergeben.